# Möslestadion
Het Möslestadion is de naam van het voetbalstadion in Freiburg im Breisgau in de Duitse deelstaat Baden-Württemberg. Er is plaats voor 18.000 toeschouwers, waaronder 1.000 zitplaatsen op de overdekte hoofdtribune. Het stadion was lange tijd de thuishaven van voormalig landskampioen Freiburger FC. Tegenwoordig is het de thuishaven van het tweede elftal van SC Freiburg en de Freiburger Fußballschule. Ook de dames van SC Freiburg spelen sinds 2008 in dit stadion.
Het stadion werd op 1 oktober 1922 geopend bij een wedstrijd tussen Freiburger FC en Stuttgarter Kickers. Het toeschouwersrecord dateert van 9 december 1956 toen er 25.000 supporters kwamen voor Freiburger FC tegen 1. FC Nürnberg, het was tevens het laatste seizoen van FFC in de hoogste klasse.
Na de sportieve en financiële teloorgang van de legendarische club nam het inmiddels opgeklommen SC Freiburg het stadion over op 13 januari 2000.